# Agglomerat (Technik)

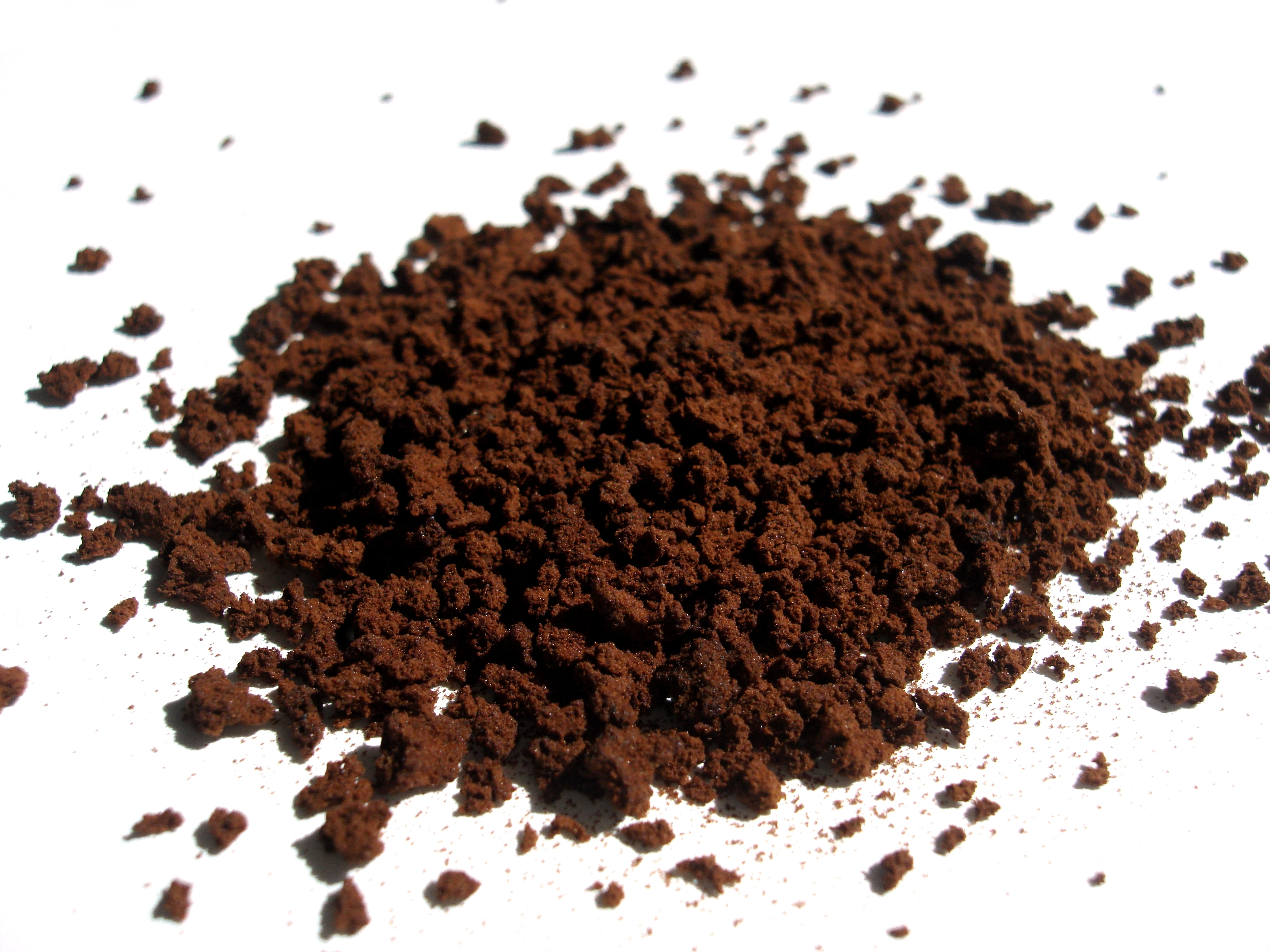
Lösliches Kaffeepulver (Agglomerat)

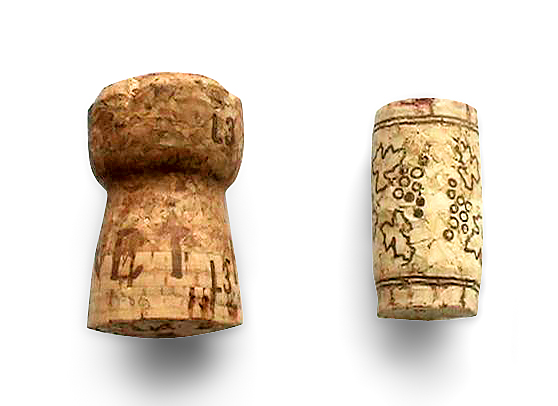
Zwei verschiedene Korken aus Korkgranulat (links: Schaumweinkorken, rechts: Weinkorken)

Agglomerat (lat.: agglomerare – zusammenballen, anhäufen) nennt man in der Technik eine mehr oder weniger verfestigte Anhäufung von vorher losen Bestandteilen zu einem festen Verbund, die durch technische Abläufe hergestellt wird.

## Technisches Agglomerat
Im Gegensatz zum Konglomerat besitzt das technische Agglomerat eine einigermaßen gleichmäßige Granulat- bzw. Korngröße. Bei der Herstellung unterscheidet man allgemein zwischen Press- und Aufbauagglomerationsverfahren. Beispiele für die Pressagglomeration sind alle Verfahren zur Tablettenherstellung. Im Gegensatz dazu gibt es die Aufbauagglomeration. Beispiele hierfür sind Verfahren zur Herstellung von explodierenden Farbkugeln für Knallkörper. Bei Pigmenten (die bei der Herstellung gefällt und getrocknet werden) spricht man dann von Agglomeraten, wenn sich nur Ecken und Kanten berühren, nicht jedoch Flächen. Anders als Aggregate können Pigmentagglomerate beim Dispergieren in die Primärkörner zerkleinert werden.
In der Metallurgie, der Herstellung von Keramik oder der Kunststoffverarbeitung werden Agglomerate aus metallischen, mineralischen oder Kunststoff-Pulvern durch Trocknung in einer Form oder die Anwendung von Pressdruck vorbereitet und durch Erhitzung unterhalb des Schmelzpunktes zusammengefügt (Sintern).
In der Lebensmittelindustrie wird sprühgetrockneter löslicher Pulverkaffee in einem Aufbauagglomerationsverfahren in Agglo-Kaffee umgewandelt.
Bei der Herstellung von Korken als Flaschenverschluss aus Korkgranulat wird durch Bindung etwa mit Polyurethan ein Agglomerat hergestellt. Ähnlich wird auch bei der Herstellung von Korkmatten etwa als Fußbodenbelag ein Korkgranulat mit Harnstoffformaldehydharzen zu einem Agglomerat verklebt.